# オークリー

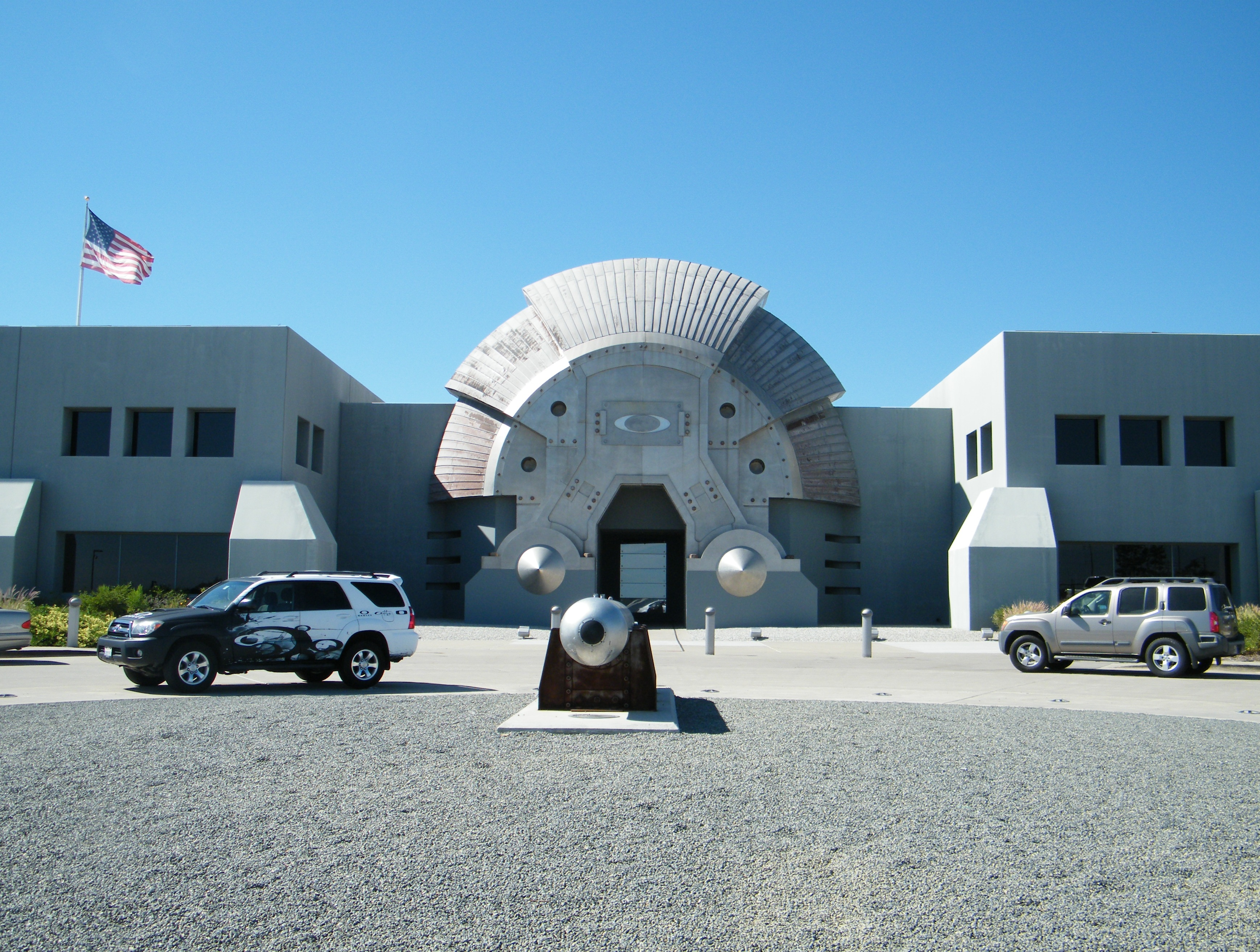
本社

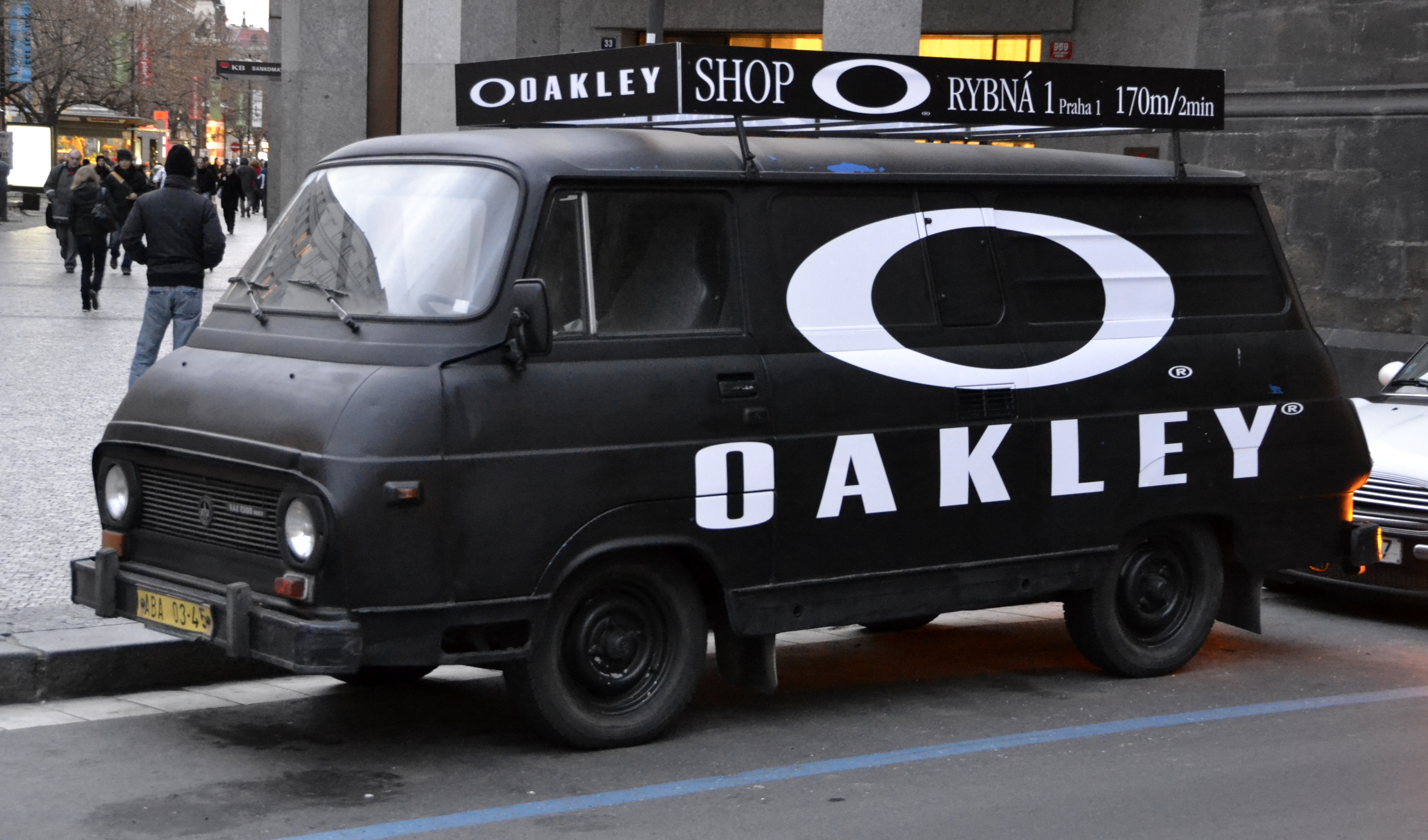
ロゴ

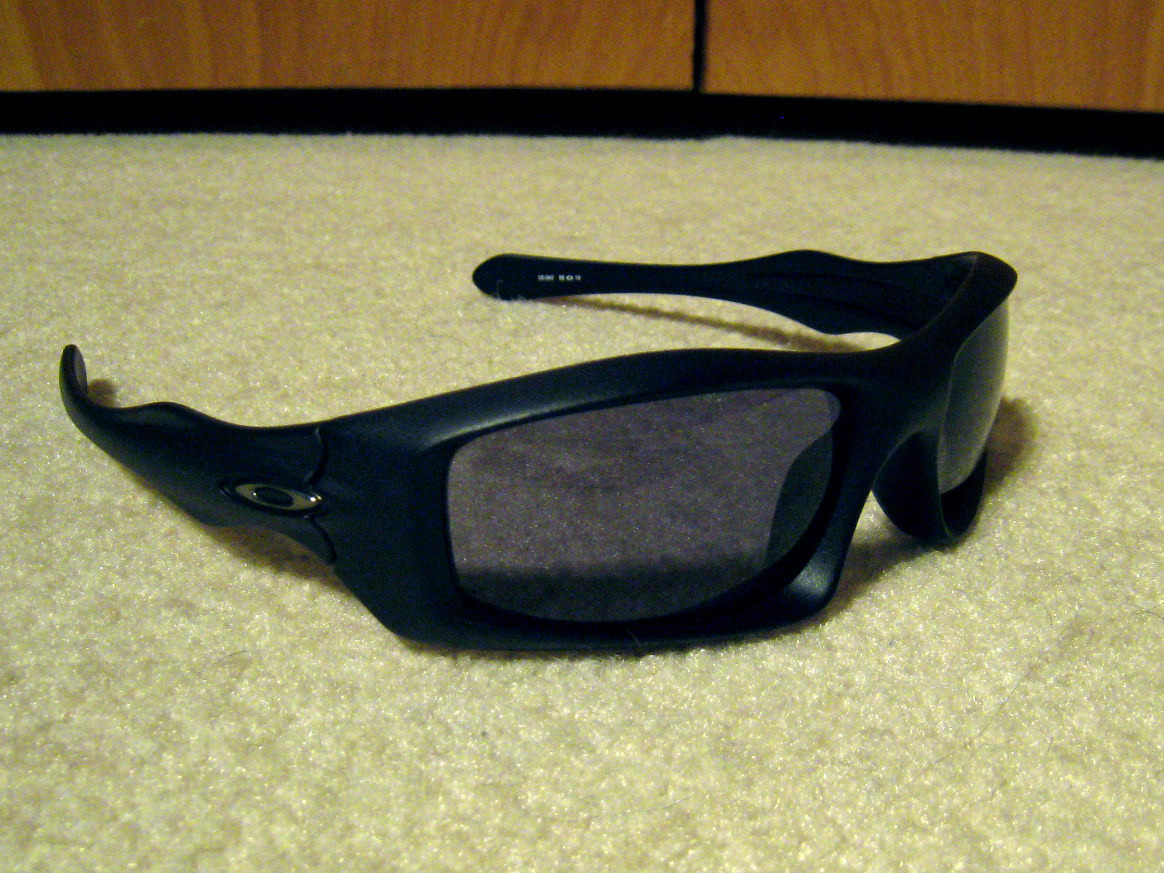
Monster Pup

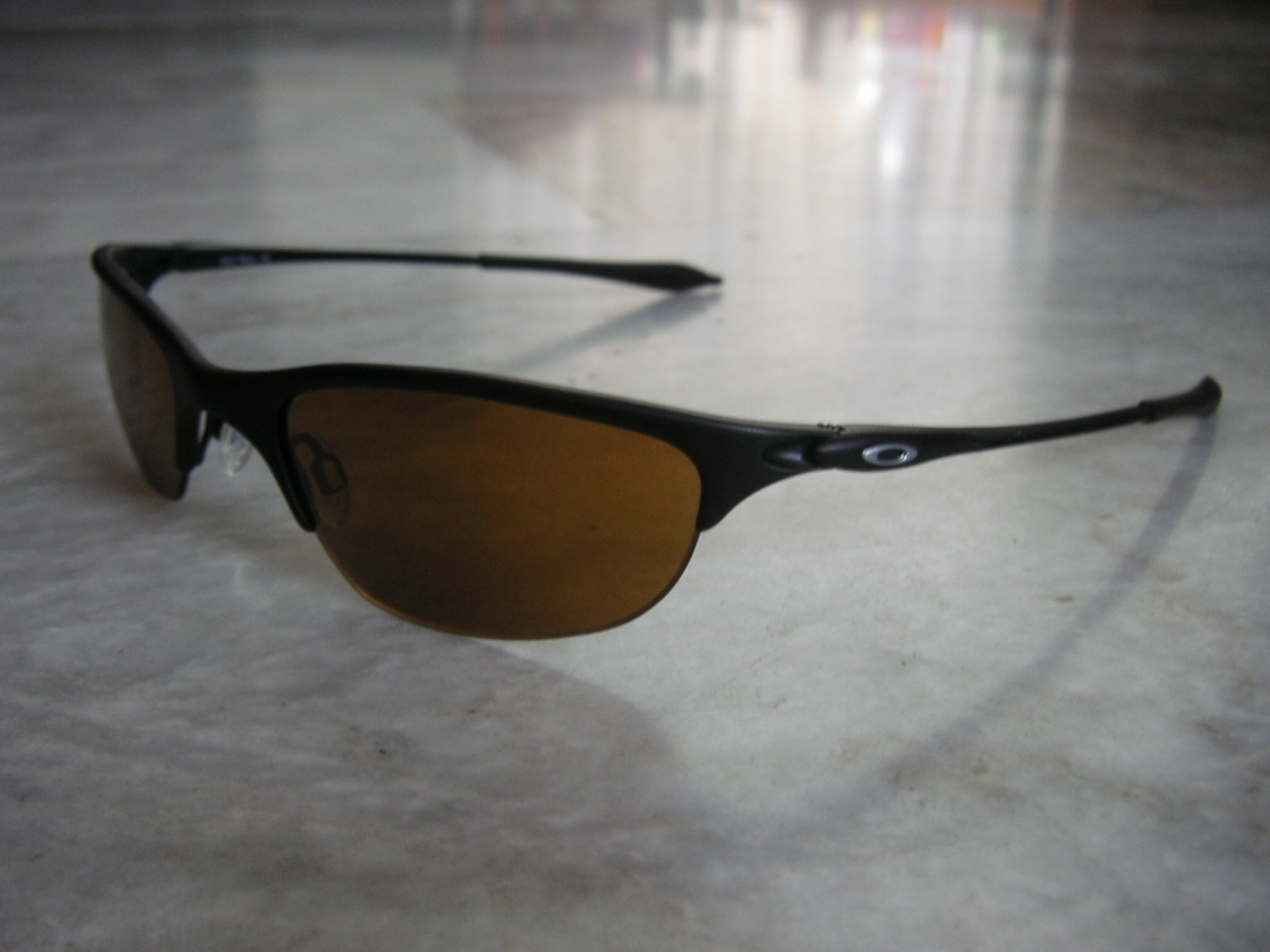
Half Wire

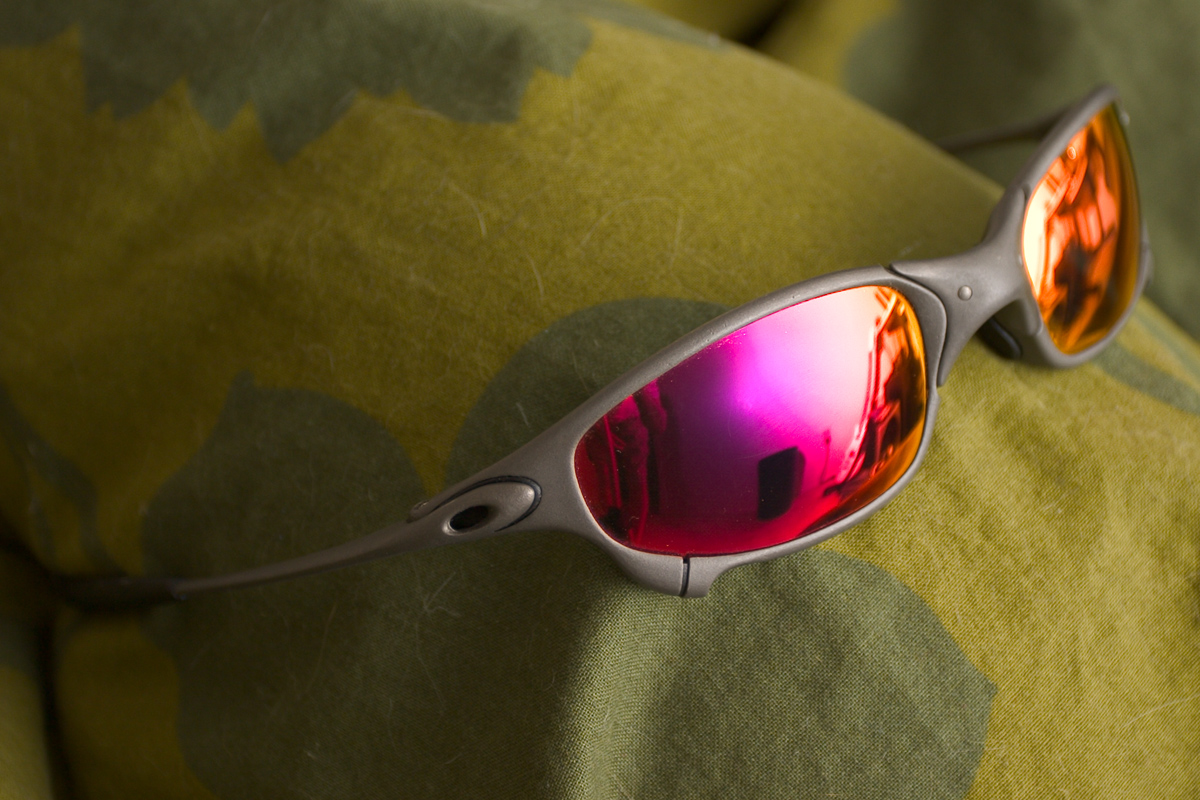
Juliet

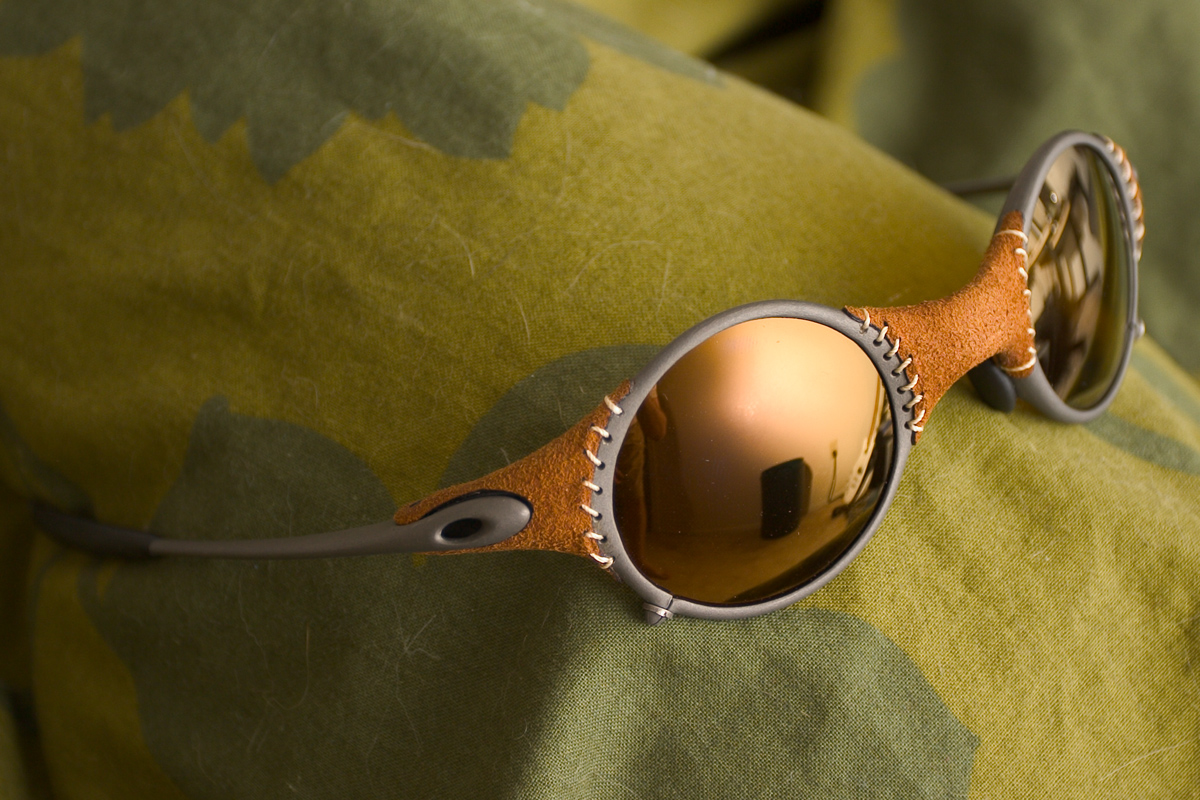
Mars

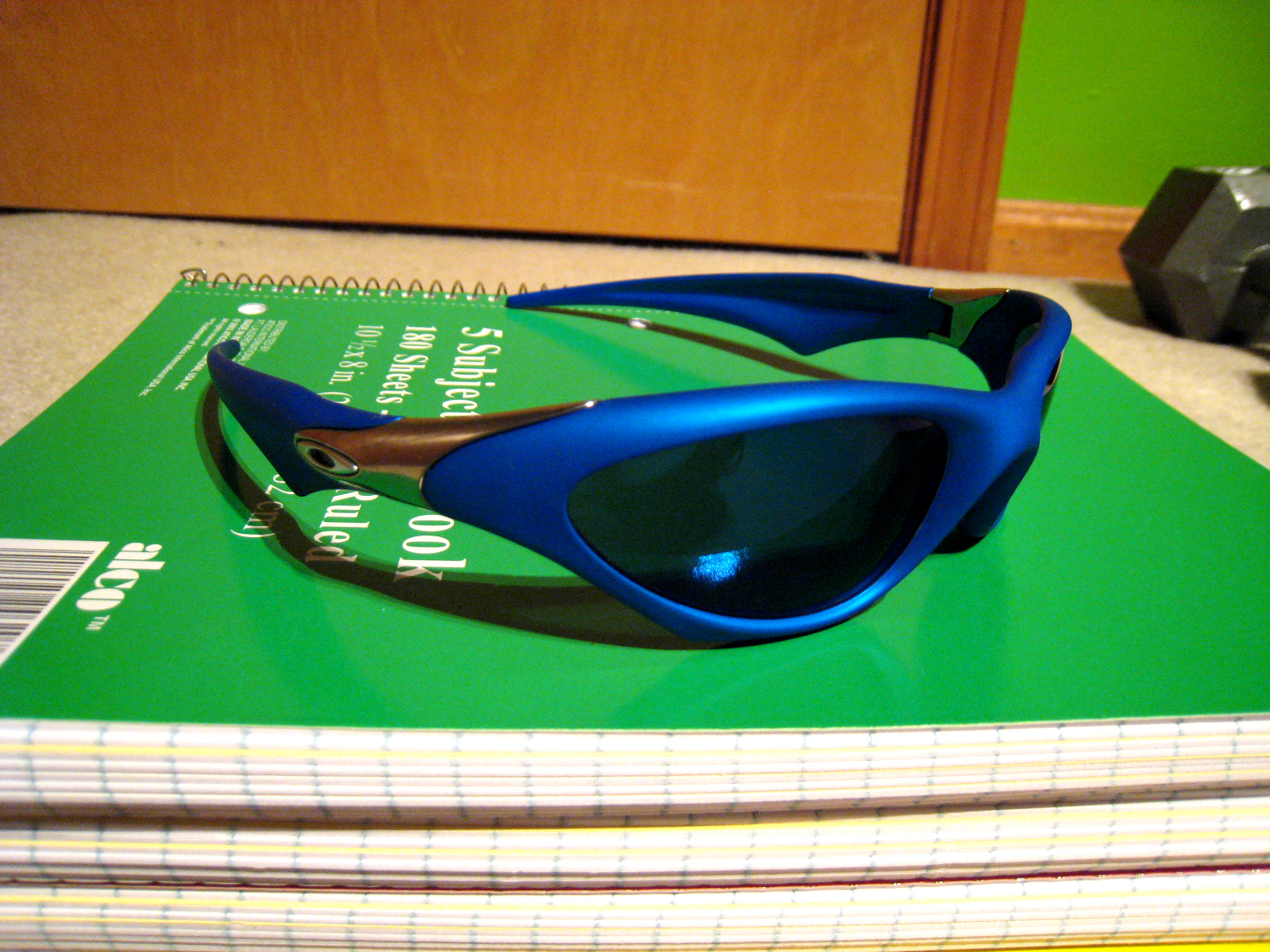
Scar

オークリー (英語: Oakley) は、アイウェア（サングラス、眼鏡）、アパレル、フットウェア、などの製造販売会社およびブランド。本社はアメリカ合衆国カリフォルニア州オレンジ郡。日本語における社名表記は、オークリージャパン設立以後は「オークリー」が公式のものとして使用されている。
「Technology Wrapped in Art」（芸術的なデザインによって包括された技術）をメインコンセプトとし、「あらゆる状況下においてどのように眼を守るか」をテーマに技術開発を続け、全世界で約600の特許を取得している。機能とデザインの双方を損なうことなく融合させた製品は、米軍特殊部隊SEALsやデルタフォースで制式採用された他、ロードレース、スノーボード、野球、ゴルフ等の数多いアスリートがオークリーの製品を愛用している。

## 歴史
1975年、ジム・ジャナードによってモトクロス・BMXのハンドグリップメーカーとして創設された。社名の「Oakley」はジャナードの愛犬（イングリッシュ・セッター）の名前である。その後ゴーグルの開発を経て、1980年代にサングラスを主力商品としてアイウェア業界に参入。機能性を備えたレンズとデザインを持つスポーツサングラスのメーカーとなり、1990年代にはアパレル、フットウェア、リストウォッチ市場へ進出した。
1999年、カメラ蒐集家でもあったジャナードはデジタル・ビデオカメラの開発会社レッド・デジタル・シネマカメラ・カンパニーを設立、カメラビジネスに注力するため2007年11月にはルックスオティカにオークリーを約2,000億円で売却した。

## テクノロジー
オークリーのアイウェアはアメリカ規格協会が提唱する工業規格ANSI Z87.1の8部門（光拡散力・解像パターン・非点収差・屈折率・不均等分光・高圧衝撃・高速衝撃・UVプロテクション）すべてにおいて基準値を倍近く上回る数値を達成している。単独製品が8部門を完全にクリアするアイウェアメーカーはオークリー以外存在しない。

### 光学技術
POLARIC ELLIPSOID（ポラリック・エリプソイド）
スノーゴーグルやM-FLAME等のシングルレンズのサングラスに使用される非球面レンズ構造技術。人間工学に基づいたデザインにより顔面に正確にフィットし、光線の歪みを最小限に抑え、風や太陽光から眼を保護する。
XYZ OPTICS（XYZオプティックス）
2眼式球面構造のレンズに適用されるレンズテクノロジー。X、Y、Z軸において歪みを光学的に補正し、あらゆる角度から正確な画像を捉えることを可能とする。
HDO/High Defintion Optics（ハイ・ディフィニション・オプティックス）
ポラリックエリプソイドとXYZオプティックスの2つの技術と特許素材プルトナイトによって生成される光線補正効果。光の拡散や屈折を補正し、高いオプチカル透明度を現出させる。

### グリップ
Unobtanium（アンオブタニウム）
オークリーの礎とも言える特許素材。ハンドグリップの素材としてジム・ジャナードが開発した、汗や水分を吸収するとグリップ力が増すゴム素材。サングラス用のノーズピースやイヤーソックにも使用される。

### レンズ
Plutonite（プルトナイト）
オークリーすべてのアイウェアのレンズに使用されているUVカット機能を搭載した特許素材。高純度のポリカーボネイト。通常のメーカーのUVカット機能はコーティングによるものであり、表面に傷がついたりすると効果が減衰するのに対し、プルトナイトはレンズの素材自体に機能が内蔵されているため、レンズに穴が開かない限り効果が持続する。レンズにほとんど歪みがないうえ優れた耐衝撃性を備えており、ショットガンの弾丸をもってしても破壊は不可能とされる。
Iridium（イリジウム)
オークリーが特許を持つミラーコーティング。他のメーカーには見られない特殊な発色を可能とする。
Hydrophobic（ハイドロフォビック）
オレオフォビック（撥油）効果を装備するレンズコーティング。汗や皮脂などの水分・油分を弾きやすくし、空中の微細なゴミや埃の付着を回避する。
POLARIZED（偏光レンズ）
散乱白色光を遮断することによって視野の乱反射を最小限に抑え、逆に視覚上の対象物を照射する干渉光はそのまま入射させるため、クリアな視界を実現できる。さらにレンズ背面には非反射コーティングが施されており、眼精疲労やレンズの曇りを軽減できる。
PHOTOCHROMIC（調光レンズ）
外界の光量の増減によって自動的に明るさが変化するレンズ。調光機能によって視覚のコントラストが調整され、奥行視界の認識性が上昇する。
PRIZM（プリズム）
可視光線の波長をスポーツの用途ごとに強調し、視認性を向上させる。

### フレーム
O-Matter（オー・マター）
プラスチック系のサングラスのフレームに使用される素材。超軽量で耐久性も高く、急激な温度変化による変形を抑制し本来の形状を保持する。
X-Metal（エックスメタル)
RomeoやJulietシリーズなどのフレームに使用される低アレルギー誘発性チタン合金。
C5Alloy（シーファイブアロイ）
オークリーの特許素材。WIREシリーズサングラスのフレームの素材となる5種類の金属による合金。軽量性と高強度を併せ持つ。
O-Luminum（オールミナム）
Hatchetシリーズ等に使用される、チタン合金よりもさらに軽く耐衝撃性も高いアルミ合金製の超高圧鍛造素材。
acetate（アセテート）
肌に優しい半合成繊維素材。おもに女性向けのアイウェアのフレームに使用される。
Magnesium（マグネシウム）
セラミックポリマーでコーティングされたマグネシウム合金。極めて軽量だが酸化による劣化が早く、現在はラインナップされていない。
BiO-Matter®(バイオマター)
最低56%のバイオベースとしたカーボン要素を使用したバイオ素材（ヒマシ油と化石資源の比率表示）

## オークリーアスリート

### ゴルフ
- 上原彩子
- 上井邦浩
- 近藤共弘
- 馬場ゆかり
- 藤本麻子
- 松山英樹
- 宮里藍

### 野球
- 井口資仁
- イチロー
- 今江敏晃
- 新庄剛志
- 田中賢介
- 鳥谷敬
- 山井大介
- 大谷翔平

### スピードスケート
- 小平奈緒

### F1
- フェルナンド・アロンソ - オークリー社欧州および世界大使
- キミ・ライコネン

## ハリウッドとオークリー
オークリーの製品は映画でも度々使用されている。
- ミッションインポッシブル2（Mission impossible Ⅱ)  Romeo
- ミッションインポッシブルゴーストプロトコル（Mission impossible Ghost Protocol)  Wind Jacket
- ミッション インポッシブルデッドレコニング パートワン(Mission impossible Dead Reckoning Part One) ECLP23
- スパイダーマン（Spiderman)  Romeo
- フリーガイ（Free Guy)  Gascan
- 10ミニッツ（10 Minutes Gone)  Turbine
- X-man ファイナルディシジョン（X-man The Last Stand)  Penny
- トランスフォーマーロストエイジ（Transformers: Age of Extinction)  Holbrook

## ジャパンフィット
彫りの浅い日本人向けのモデルを特に「ジャパンフィット」（JAPAN FIT ）と呼ぶ。通常のモデルに対して、肉厚ノーズパッドの付属、フレームカーブ・イヤーステム・ノーズブリッジの変形などのマイナーチェンジが施され、日本人の顔の形状によりフィットしやすくなっている。

### フレームがジャパンフィット化されたモデル
- UNKNOWN
- FIVES 3.0
- GASCAN ASIAN（6カーブ）
- FLAK JACKET
- New Straight Jacket
- HATCHET
- RADAR
- Holbrook

### ノーズパッドの交換によりジャパンフィット化するモデル
- JULIET（ジャパンフィットではないが、ノーズボムが大小付属）
- HALF JACKET
- SPLICE
- JAWBONE